# Henri Pacon
Henri Pacon, né le 4 juin 1882 dans le 9e arrondissement de Paris et mort le 9 janvier 1946 à Saint-Mandé, est un décorateur, designer et architecte français.

## Biographie
Henri Pacon, après des études à l'École des Beaux-Arts à Paris où il est l'élève d'Edmond Paulin, obtient son diplôme d'architecte en 1911. Ses premières commandes le spécialisent dans l'architecture domestique et dans la décoration. Il se marie en 1912 avec la fille de l'architecte Charles Louis Normand.
Pendant la Première Guerre mondiale, il sert comme engagé volontaire bien qu'ayant été réformé.
En 1926, il crée une agence qui résiste à la crise des années 1930 grâce aux nombreuses commandes de Raoul Dautry, directeur général de la compagnie des chemins de fer de l'État de 1928 à 1937. Il reconstruit ou réaménage de nombreuses gares et des logements sociaux pour le personnel de la compagnie. On lui confie également le design de matériels ferroviaires (locomotives, voitures).
Nommé architecte des bâtiments civils et palais nationaux en 1937, il planche alors sur un projet d'extension de la bibliothèque de l'Arsenal. En octobre 1940, il démissionne de ses fonctions et se retire à Lourmarin.
À la fin de la guerre, il est nommé à la section Urbanisme du Comité national de la Reconstruction qui est chargé de donner un avis sur les plans de reconstruction et d'aménagement des villes détruites.
Domicilié 8 square Desaix à Paris, il meurt  à l'âge de 63 ans dans la maison de santé où il est soigné à Saint-Mandé en 1946. Il est inhumé au cimetière du Père-Lachaise.

## Œuvres
- Restauration du château de Lourmarin (Vaucluse)[7].
- Pavillon de la revue Art et Décoration pour l'exposition internationale des arts décoratifs et industriels modernes (1925).
- Magasin d'Albert Lévy[De quoi ?].
- Centre hippique d'Édouard de Rothschild à Chantilly (1926-1928).
- Villa à La Frette-sur-Seine (1926), construction commandée par l'écrivain Jacques Chardonne (1884-1968), dite Villa Jacques-Chardonne[8],[9], dont Henri Pacon dessine également plus de 35 meubles qui y sont encore au décès de son beau-fils André Bay, également écrivain et directeur littéraire, qui lui avait succédé dans les lieux.
- Agencement de paquebots : 
  - l'Île-de-France (1926) ;
  - le Normandie (1932).
- Architecte de l'administration des chemins de fer de l'État (1929-1937) : 
  - gare du Havre (1931-1932), sols en émaux de Briare[10] ;
  - gare de Chartres (1933) Labélisé ACR (2019)[11] ;
  - gare de Caen (1934) ;
  - gare de Chatou ;
  - gare de Maine-Montparnasse ;
  - gare de Chaville-Rive-Gauche (1938) ;
  - groupe d'immeubles HBM pour les agents des chemins de fer de l'État, avenue Henri-Martin à Nanterre, en collaboration avec Edmond Lafont (1931-1932) ;
  - transformation du château de la Meilleraie en colonie de vacances pour les apprentis du Réseau de l’État ;
  - nouvelle décoration (1935) du plafond de ce qui est aujourd’hui le « Salon Boléro » du Hilton Paris Opéra (à l’époque nommé Grand Hôtel Terminus), établissement créé en 1889 par la Compagnie des chemins de fer de l'Ouest (qui a précédé la Compagnie des chemins de fer de l'État), à proximité immédiate de la gare Saint-Lazare.
- Designer industriel : 
  - locomotive 241 État (1932) ;
  - voiture à étage État (1932-1933) ;
  - locomotive 2D2 État (1935) ;
  - voiture allégée de l'État.

Œuvres
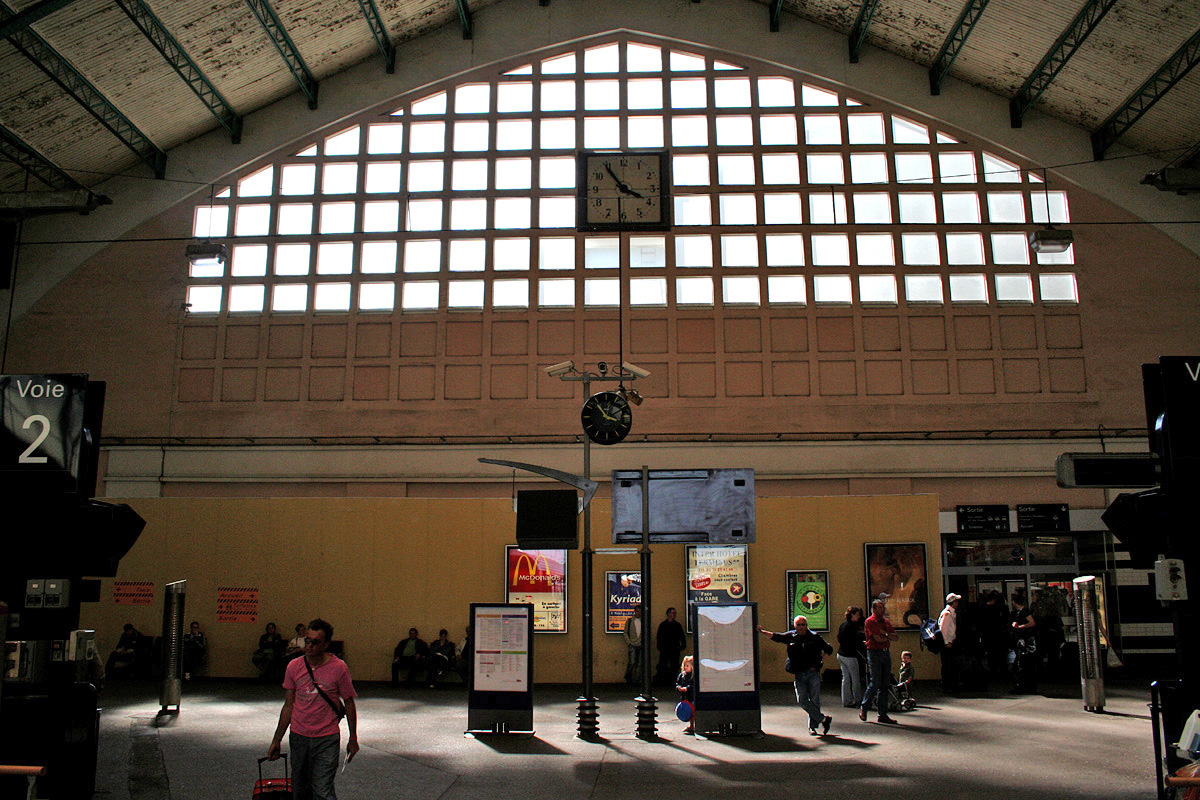
Gare du Havre, 1932.
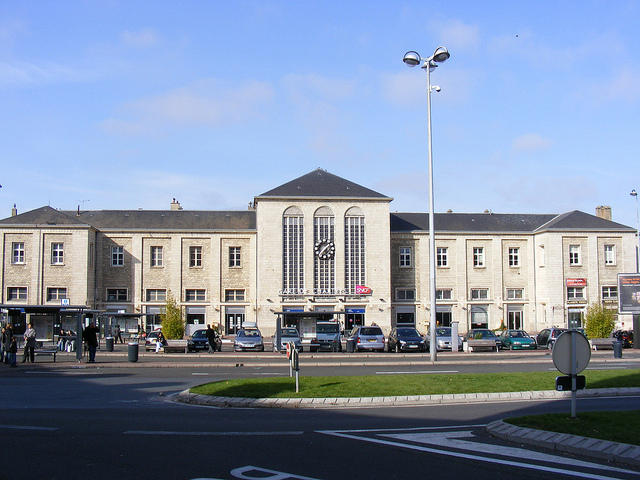
Gare de Chartres, 1933.
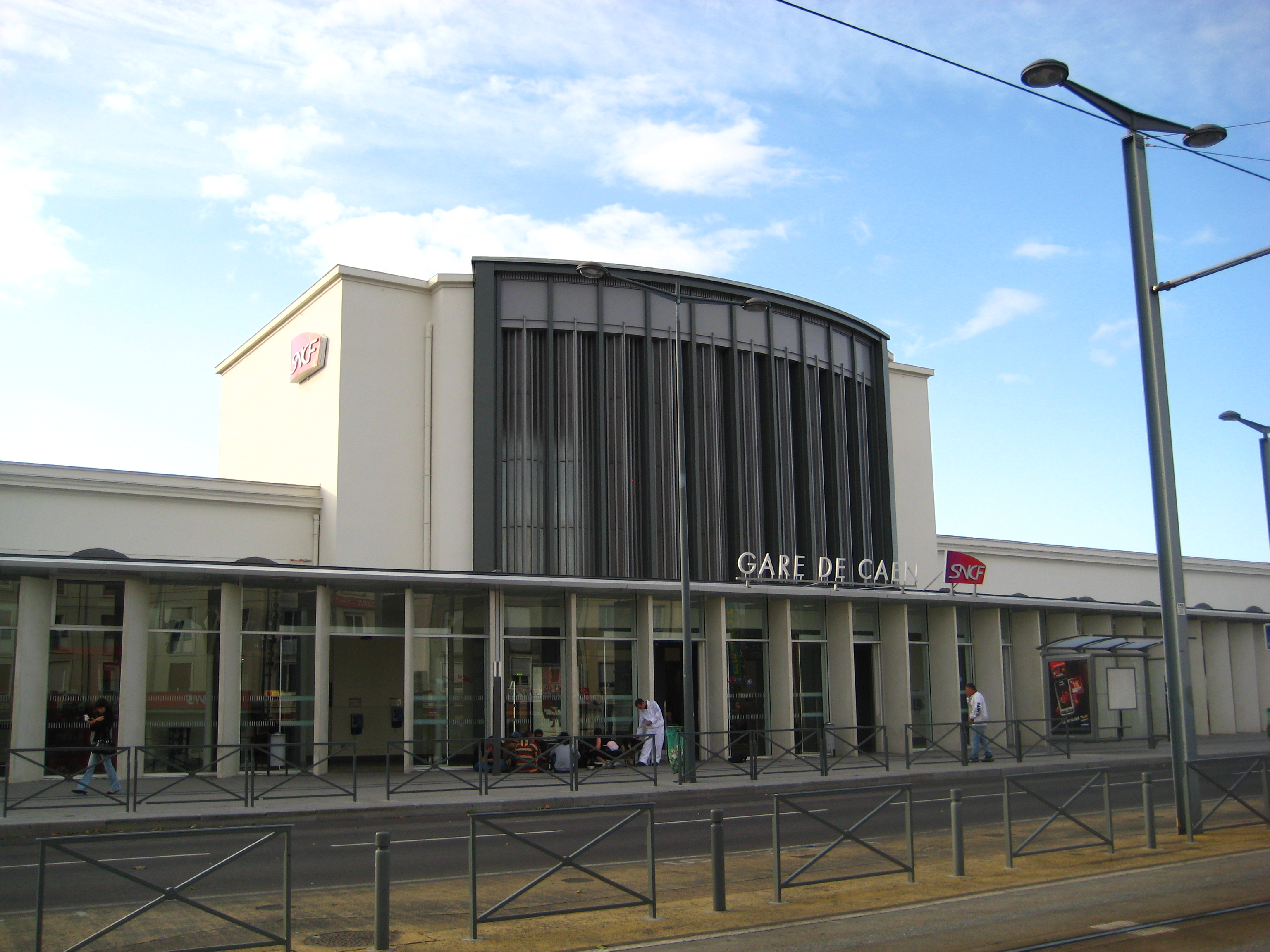
Gare de Caen, 1934.
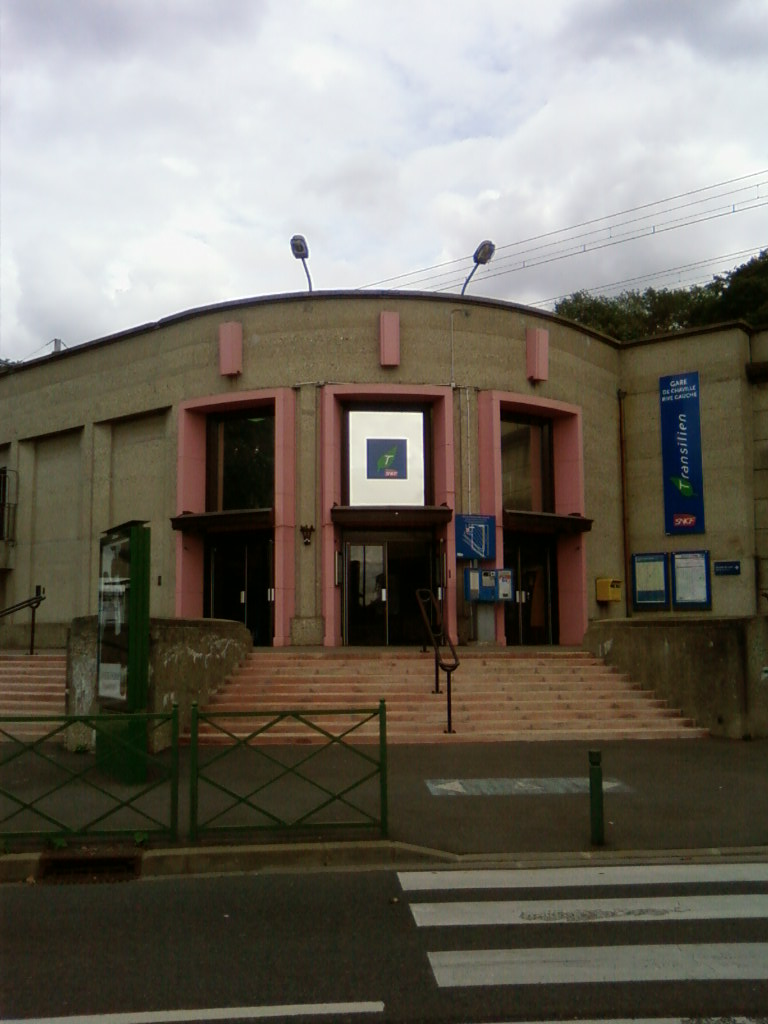
Gare de Chaville-Rive-Gauche, 1938.
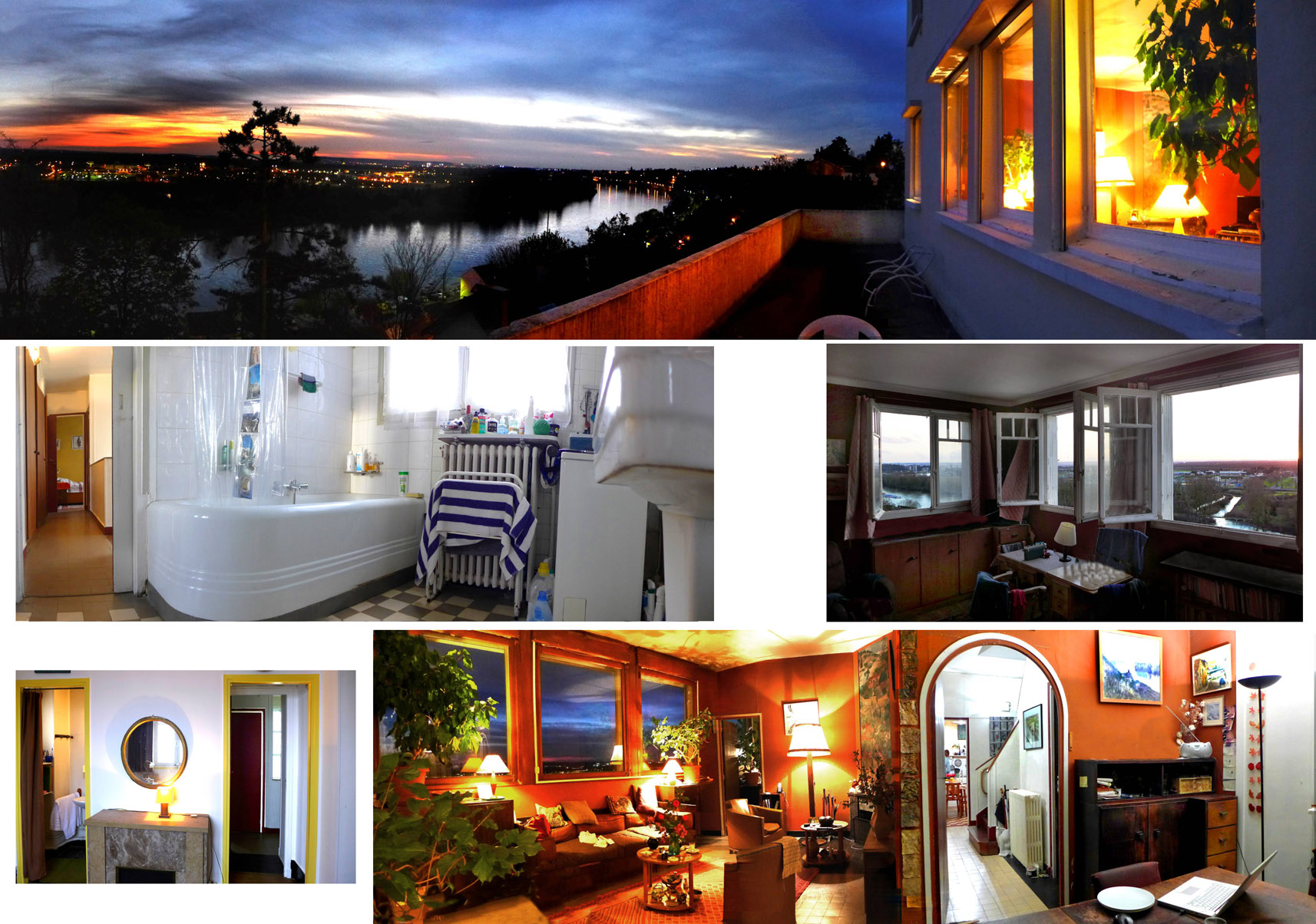
Villa Jacques Chardonne, 1926.
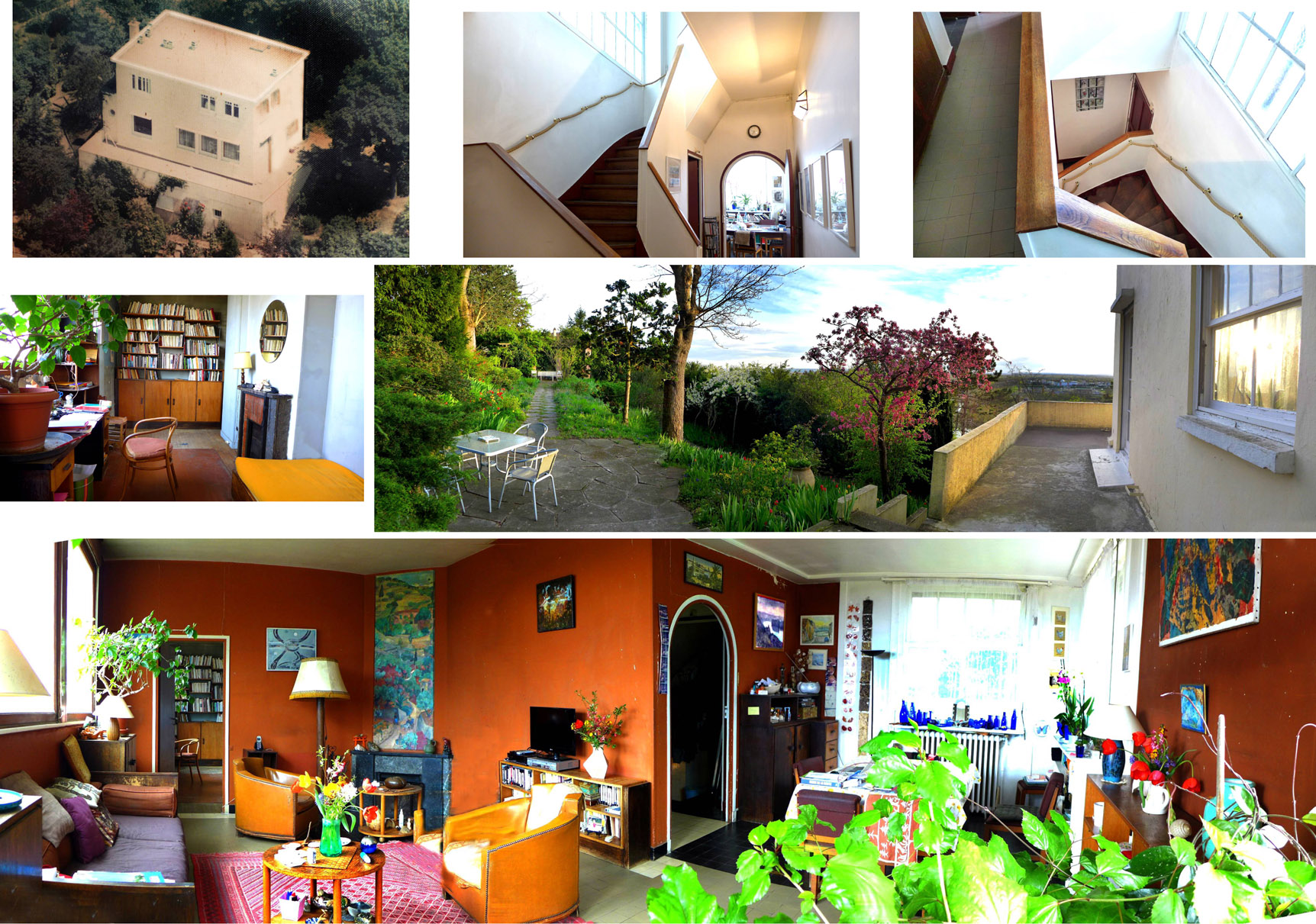
Villa Jacques Chardonne.

## Distinctions
- Officier d'académie (1914)
- Croix de guerre 1914–1918
- Officier de la Légion d'honneur (1939)